# Бой в Жёлтом море
Бой в Жёлтом море (яп. 黄海海戦 Kōkai kaisen) — второе морское сражение Русско-японской войны, состоявшееся 28 июля (10 августа) 1904 года между русской 1-й Тихоокеанской эскадрой и Объединённым флотом Японии. Итоги сражения оказали решающее воздействие на дальнейший ход боевых действий на море.

## Цели сторон
После начала тесной блокады Порт-Артура русское верховное командование пришло к выводу, что флот не должен связывать свою судьбу с судьбой крепости, и эскадра должна быть готова к прорыву во Владивосток. 10 июня (25 июля) 1904 г. японская осадная артиллерия начала бомбардировку гавани Порт-Артура; учитывая, что деблокирование Порт-Артура могло произойти не раньше сентября, дальнейшее нахождение 1-й Тихоокеанской эскадры в гавани неизбежно должно было привести к её уничтожению.
Целью русской эскадры, в соответствии с приказом Главнокомандующего морскими силами на Дальнем Востоке адмирала Алексеева, являлся прорыв из осаждённого Порт-Артура во Владивосток и соединение с Владивостокским отрядом крейсеров. Японский флот стремился воспрепятствовать прорыву и сохранить тем самым господство на море.

## Силы сторон
1-я эскадра флота Тихого океана:
- Главные силы эскадры (ВРИД командующего эскадрой контр-адмирал В. К. Витгефт) — 6 эскадренных броненосцев («Цесаревич» (флаг), «Ретвизан», «Победа», «Пересвет», «Полтава» и «Севастополь»);
- Отряд крейсеров (начальник отряда контр-адмирал Н. К. Рейценштейн) — 4 бронепалубных крейсера («Аскольд» (флаг), «Паллада», «Диана» и «Новик»);
- 8 эскадренных миноносцев — 1-е отделение «Выносливый» (под брейд-вымпелом начальника 1-го отряда миноносцев капитана 2 ранга Е. П. Елисеева), «Властный», «Грозовой», «Бойкий»; 2-е отделение «Бесшумный» (командир отделения — командир миноносца лейтенант А. С. Максимов), «Бесстрашный», «Беспощадный» и «Бурный».
- Эскадру сопровождало госпитальное судно «Монголия».

Корабли русской эскадры были укомплектованы личным составом и боеприпасами, но имели некоторый некомплект артиллерии среднего калибра (10 — 152-мм и 12 — 75-мм орудий). Впрочем, существенной роли в этом сражении средняя артиллерия не сыграла, поскольку бой вёлся в основном на дистанциях около 40-50 кабельтовых, на которых огонь орудий среднего калибра был малоэффективен. Броненосец «Ретвизан» накануне прорыва получил повреждения от огня осадной артиллерии; броненосный крейсер «Баян», подорвавшийся 27 (14) июля на мине, не смог выйти в море.
Японский Объединённый флот:
- 1-й боевой отряд (адмирал Х. Того): 4 эскадренных броненосца («Микаса», «Асахи», «Фудзи», «Сикисима») и 2 броненосных крейсера («Касуга» и «Ниссин»);
- 3-й боевой отряд (контр-адмирал С. Дэва): 1 броненосный («Якумо») и 3 бронепалубных крейсера («Касаги», «Такасаго» и «Читосэ»).
- 5-й боевой отряд (контр-адмирал Х. Ямада): 2 бронепалубных крейсера («Хасидатэ» и «Мацусима») и 1 броненосец 2-го класса («Чин-Иен»)[1].
- 6-й боевой отряд (контр-адмирал М. Того): 1 броненосный крейсер («Асама») и 4 бронепалубных («Акаси», «Сума», «Акицусима», «Ицукусима»).
- 18 эскадренных миноносцев и 30 миноносцев.

Корабли 5-го боевого отряда японского флота являлись устаревшими и участия в бою фактически не принимали. 2-й и 4-й боевые отряды под общим командованием вице-адмирала Камимуры (4 броненосных и 4 бронепалубных крейсера) находились в Корейском проливе, имея задачу не допустить в Жёлтое море владивостокские крейсера.
Бой вёлся в основном между отрядом броненосцев Порт-Артурской эскадры и 1-м боевым отрядом Объединённого флота, которые были примерно равны по своим боевым возможностям. Суммарное водоизмещение русских броненосцев составляло 74 700 тонн, японского 1-го боевого отряда — 75 100 тонн. Бортовой залп русских броненосцев состоял из 16 — 305-мм, 8 — 254-мм и 33 — 152-мм орудий, бортовой залп 1-го боевого отряда включал 16 — 305-мм, 1 — 254-мм, 6 — 203-мм и 40 — 152-мм орудий. Корабли адмирала Того имели небольшое преимущество в скорости хода: 16 узлов против 13-15 узлов у русского броненосного отряда.

## Бой
Русские корабли начали выходить из гавани Порт-Артура на внешний рейд в 4:30 10 августа 1904; в 8:30 эскадра вышла в море вслед за тральщиками. В 10.30 тральщикам была дана команда вернуться в гавань, а эскадра взяла курс на юго-восток (SO 55°).
Русская эскадра была построена в одну кильватерную колонну: головным шёл «Цесаревич» (флаг контр-адмирала Витгефта), за ним шли «Ретвизан», «Победа», «Пересвет» (флаг контр-адмирала князя Ухтомского), «Севастополь» и «Полтава». За броненосцами следовали крейсеры — «Аскольд» (флаг контр-адмирала Рейценштейна), «Паллада» и «Диана». Крейсер «Новик» шёл впереди форзейлем, а миноносцы — двумя колоннами на правом и левом траверзе флагмана. После обнаружения главных сил японского флота (около 11:30) «Новик» занял место концевого в колонне. «Монголия» следовала позади эскадры. В ходе боя колонна двигалась, в основном, 13-узловым ходом. Около 17 часов была предпринята попытка увеличить ход до 15 узлов, но «Полтава» и «Севастополь» стали отставать, и ход пришлось уменьшить.

Японские броненосцы в бою 10 августа 1904. На переднем плане — «Сикисима»

### Первая фаза боя
Огонь был открыт в 12:20 японцами с предельной дистанции в 80 кабельтовых (14,8 км). В этот момент положение японских сил было следующим (по русским данным): главные силы японцев (1-й боевой отряд) перереза́ли курс русской эскадры слева на расстоянии около 75 кабельтовых; 3-й и 5-й боевые отряды шли параллельными курсами с русскими кораблями южнее и севернее на дистанциях около 70 и 80 — 85 кабельтовых соответственно. Крейсеры 6-го боевого отряда находились к северо-востоку на дистанции до 100 кабельтовых.
В ходе первой фазы боя противники активно маневрировали: японцы пытались охватить голову русской эскадры, русские — уклониться от боя и пройти мимо японских главных сил в открытое море, а также из опасения подорваться на минах, предположительно выставленных японскими миноносцами по курсу эскадры.
Вскоре после открытия огня русская эскадра повернула влево, а японская — вправо, после чего противники разошлись на встречных курсах; средняя дистанция боя составляла 45 — 50 кабельтовых (8,3 — 9,3 км). Около 13:00 японцы перенесли огонь на русские крейсеры, которые увеличили ход вышли из линии влево, укрывшись за броненосцами и образовав параллельную кильватерную колонну крейсеров. В 13:25 перестрелка главных сил прекратилась; 3-й боевой отряд японцев ещё некоторое время обстреливал концевой броненосец «Полтава». В 13:45 бой ненадолго возобновился на параллельных курсах, но около 14:30 главные силы японцев вышли из боя и отстали.
В начале боя 1-е отделение миноносцев шло на правом траверзе бортов кильватерной колонны русских броненосцев, активного участия в сражении не принимало и к концу первой фазы боя заняло место впереди крейсеров. Миноносцы 2-го отделения в начале боя шли на левом траверзе бортов колонны броненосцев. В 13:30 впереди по курсу эскадры были замечены 4 японских миноносца. Заподозрив их в намерении поставить мины по курсу эскадры, лейтенант А. С. Максимов повел свои миноносцы полным ходом в атаку. После непродолжительной перестрелки, японские миноносцы отошли, а 2-е отделение заняло место впереди слева от колонны крейсеров. Во время промежутка между двумя фазами боя начальник отряда миноносцев Е. П. Елисеев получил приказание с наступлением темноты атаковать неприятельские броненосцы, но на просьбу назвать координаты точки рандеву с эскадрой конкретного ответа не получил.
В ходе первой фазы боя у русских от огня противника в небольшей степени пострадали «Цесаревич», «Полтава» (не менее 8 попаданий снарядов крупного калибра и 3-4 попаданий снарядов среднего калибра), «Севастополь» (12 или 13 попаданий снарядов всех калибров) и «Аскольд» (снаряд попал в дымовую трубу, что привело к временному снижению тяги); в японском флоте получили повреждения «Микаса» и «Ниссин».

### Вторая фаза боя
Благодаря преимуществу в скорости хода главные силы японского флота, к которым присоединился броненосный крейсер «Якумо» (вскоре, впрочем, вышедший из боя), постепенно вновь поравнялись с русскими броненосцами. Второй бой начался в 16:45, при этом японская эскадра находилась справа от русской; дистанция боя постепенно сокращалась с 40 до 23 кабельтовых. Около получаса бой длился с равным успехом для обеих сторон, затем японцы пристрелялись по головному «Цесаревичу».
ВРИД командующего эскадрой В. К. Витгефт находился на нижнем небронированном мостике броненосца и управлял ходом боя. Около 17:30 305-мм снарядом, попавшим в фок-мачту «Цесаревича», были убиты находившиеся на мостике контр-адмирал В. К. Витгефт, флагманский штурман лейтенант Н. Н. Азарьев, младший флаг-офицер О. Н. Эллис и 3 матроса, тяжело ранен начальник штаба контр-адмирал Н. А. Матусевич и старший флаг-офицер М. А. Кедров, младший флаг-офицер мичман В. В. Кувшинников и несколько моряков были ранены и отравлены газами. Чтобы не деморализовать русскую эскадру, сигнал о гибели командующего передан не был, и эскадру фактически возглавил командир «Цесаревича» капитан 1 ранга Н. М. Иванов. Приблизительно в 17:45 от попавших в рубку осколков 305-мм снаряда получили ранения и отравления газами все находившиеся в рубке: командир корабля капитан 1 ранга Н. М. Иванов, лейтенанты: старший штурман броненосца С. В. Драгичевич-Никшич (смертельно), старший артиллерийский офицер Д. В. Ненюков, старший минный офицер В. К. Пилкин, флагманский артиллерист К. Ф. Кетлинский, а также 5 матросов, в том числе рулевой. Были повреждены штуртросы, в результате чего лишившийся управления броненосец резко изменил курс влево и начал описывать циркуляцию, прорезав строй эскадры, который при этом совершенно нарушился. После продолжительного перерыва в командование кораблем вступил старший офицер капитан 2 ранга Д. П. Шумов, прекративший циркуляцию и давший сигнал «Адмирал передает командование „Пересвету“» (то есть младшему флагману контр-адмиралу князю П. П. Ухтомскому), однако на «Пересвете» были перебиты фалы и контр-адмирал не смог подтвердить сигнал о вступлении в командование. Русские броненосцы сбились в кучу.
Шедший вторым мателотом в кильватер «Цесаревичу» «Ретвизан» сначала пошёл за флагманом, но после того, как стало очевидно, что «Цесаревич» не слушается руля, вошёл в строй эскадры между «Пересветом» и «Севастополем», а затем, когда японцы начали расстреливать головной «Пересвет», изменил курс на сближение с японской эскадрой. Капитан «Ретвизана» Эдуард Щенснович так описывает этот момент (стр. 53-54): «Образовалось скопление и, сознавая, что неприятельский снаряд, попавший в эту кучу будет зловреден для кого-либо из нас, громко произнес: „Я в куче не буду, лево на борт…“». Далее там же: «Решил использовать „Ретвизан“ таранным ударом. Из всех орудий броненосца правого борта оставалось действующих только два 12-дюймовых в кормовой башне, два 6-дюймовых орудия и пять 75-мм пушек. Прочие были повреждены, частью от своих выстрелов. Как только эта идея созрела, объявил громко: „Иду таранить“.» Помешало «Ретвизану» попадание случайного снаряда, в результате которого Э. Н. Щенснович был ранен осколком в живот и потерял управление кораблем. «Ретвизан», находившийся в этот момент в 17 кабельтовых от противника, лёг на обратный курс и, так и не возглавив эскадру, пошёл в Порт-Артур. Тем не менее, манёвр «Ретвизана» отвлек японцев и несколько облегчил положение русской эскадры.
Около 18:00 японская эскадра повернула на север, охватывая русские броненосцы и преграждая путь к Корейскому проливу. Остальные броненосцы, возглавляемые «Пересветом», также легли на обратный курс. Главные силы японского флота, не имея сил начать преследование, продолжили движение на север и вскоре прекратили огонь.
В ходе второй фазы боя русские крейсера прикрывали броненосцы слева от торпедных атак миноносцев и легких крейсеров противника. Когда эскадренные броненосцы начали в беспорядке отступать к Порт-Артуру, крейсера вначале повернули в том же направлении, находясь справа от броненосцев и подвергаясь обстрелу со стороны японских броненосных судов. В 18:50 контр-адмирал Н. К. Рейценштейн (который ещё в промежутке между двумя фазами боя получил от начальника эскадры указание «В случае боя действовать по усмотрению») принял решение прорвать кольцо окружения, повернул на юг, форсировал ход до 21 узлов и, подняв сигнал «Всем крейсерам следовать за мной», а затем «Всем кораблям следовать за мной», атаковал броненосный крейсер «Асама». Фактически сигнал разобрали только на «Новике» и на 2-м отделении миноносцев, и к 19:40 оба крейсера прорвались мимо 3, 5 и 6 боевых отрядов японцев, получив повреждения средней тяжести. Крейсера «Диана» и «Паллада» последовали за броненосцами.
К 20:20 бой прекратился из-за наступившей темноты.

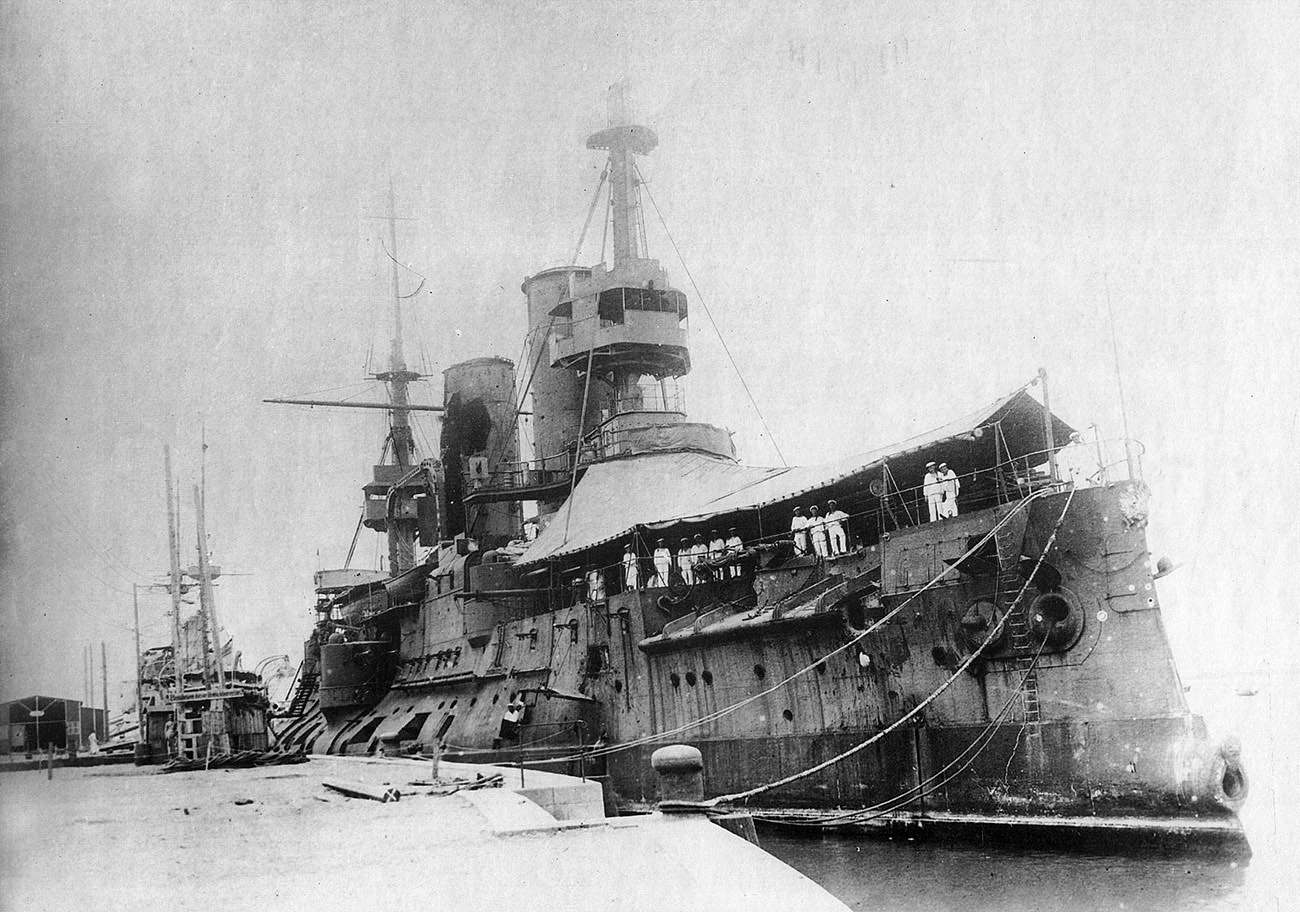
«Цесаревич» в Циндао после боя в Жёлтом море, 10 августа 1904

### Действия после дневного боя
С наступлением темноты бой прекратился; опасаясь атак русских миноносцев, японские броненосцы и крейсеры скрылись из вида. Японские миноносцы ночью предприняли несколько атак, ни одна из которых не увенчалась успехом.
В наступившей темноте русская эскадра, лишённая управления, разделилась. Большая часть русских кораблей — броненосцы «Пересвет», «Ретвизан», «Победа», «Севастополь» и «Полтава», крейсер «Паллада», миноносцы 1-го отделения «Выносливый», «Властный» и «Бойкий», а также госпитальное судно «Монголия» — благополучно вернулись в Порт-Артур.
Отставший от эскадры из-за заметно усилившейся рыскливости «Цесаревич» ночью по решению и. о. командира повернул на юг с целью дойти до Владивостока. Позже, при сличении курсов, выяснилось, что уйти незамеченным ему помог миноносец «Бесшумный», задержавший погоней неприятельскую эскадру более, чем на два часа. На рассвете к командованию кораблем вернулся Н. М. Иванов, который, оценив повреждения, 29 июля увел «Цесаревич» в Циндао (ВМБ Германии). Крейсер «Диана», также отставший от эскадры из-за подводной пробоины, ок. 20:00 повернул на юг, отбил атаки миноносцев противника и, рассчитав, что не выдержит повторного боя, ушёл в Сайгон (французская колония во Вьетнаме), чтобы там отремонтироваться и прибыл туда 12 августа после двух дозаправок углем в нейтральных портах. Крейсер «Аскольд», оценив на следующий день повреждения, имея две подводные пробоины и половину 6-дм артиллерии вышедшей из строя, отказался от прорыва во Владивосток и ушёл на юг, в Шанхай.
Крейсер «Новик» вскоре после боя отстал от «Аскольда» из-за необходимости осмотра холодильников, затем заправился углем в Циндао и пошёл во Владивосток, огибая Японские острова с востока. 7 (20) августа 1904 зашёл на пост Корсакова (Сахалин) для дозаправки углем, где вечером того же дня был затоплен экипажем после боя с японским крейсером «Цусима».
Из миноносцев 1-го отделения «Грозовой» оказался вечером возле «Дианы» и по приказу командира крейсера сопровождал его. Утром из-за потекших холодильников получил приказ следовать в Циндао, по пути был атакован японским крейсером, целый день 29 июля уходил от него на мелководье и 30 июля с огромным трудом, питая котлы забортной водой, прибыл в Шанхай (Китай). Из миноносцев 2-го отделения головной «Бесшумный» ночью потерял свои миноносцы, следовал самостоятельно, утром проскочил в 50 каб. впереди японской эскадры и под одной машиной пришёл в Циндао. Следовавшие парой «Бесстрашный» и «Беспощадный» утром оторвались от преследования нескольких японских крейсеров и из-за недостатка угля также ушли в Циндао. Концевой в своем отделении миноносец «Бурный» ночью отстал, рано утром налетел в тумане на камни у мыса Шаньдун и был взорван экипажем, который пешим порядком прибыл в Вэйхайвэй (английская колония в Китае).
Все корабли, прибывшие в иностранные порты, были интернированы до конца войны: в китайских и французских — по распоряжению русского командования, в германских и британских — по распоряжению властей.

## Итоги сражения
В этом бою и русские, и японские корабли в ходе боя получили серьёзные повреждения, но ни один корабль не был потоплен. С материальной точки зрения поражение понесли японцы: так, флагман русских, «Цесаревич» имел исправными все орудия, и смог к концу дня восстановить управляемость, в то время как «Микаса» имела неисправными 100 % орудий главного калибра и 50 % среднекалиберных. Всего в «Цесаревич» попало по разным данным от 6 до 12 крупнокалиберных снарядов, в то время как в «Микасу» — 22. В случае, если бы бой продолжился, положение японцев стало бы ещё критичнее — ведь у них заканчивались снаряды, в отличие от русских, стрелявших реже, но, как видно из цифр попаданий, лучше целившихся. Из двадцати трех 305- и 254-мм орудий русских вышло из строя к концу боя от японского огня всего четыре, то есть 17 %, а из 66 6-дюймовых вышло из строя 11, или тоже 17 %. В японский флагман «Микаса» попали 22 снаряда крупных калибров, вышли из строя обе башни главного калибра и половина артиллерии среднего калибра, в экипаже было убито 32 человека (4 офицера), 82 ранено (10 офицеров), в то время как в «Цесаревич» было 9 попадания снарядов крупного калибра, убито лишь 12 человек и 42 — ранено. В конце сражения «Микасой», в связи с гибелью или ранением командиров, командовал уже третий по счету капитан. Крупнокалиберный снаряд, попавший в броненосец «Асахи», пробил его борт под ватерлинией около кормы и произвел сильные повреждения внутри корабля; осколками были убиты старший артиллерийский офицер и несколько матросов. В броненосный крейсер «Кассуга» попало три крупных снаряда, причинивших большие разрушения. Сильно пострадали надстройки броненосного крейсера «Ниссин», на корабле было 16 убитых (шесть офицеров) и 31 раненый. Броненосец «Чин-иен» получил попадание двумя снарядами. В тяжелый крейсер «Якумо» попал один снаряд большого калибра (с дистанции 80 кабельтовых, на японском корабле даже ещё не успели объявить боевую тревогу) было убито 9 и ранено 13 человек. Японские миноносцы тоже значительно пострадали: в эсминец «Асагири» попало два крупнокалиберных снаряда, был подбит эсминец «Мурасамэ»; миноносцы «№ 46» и «№ 40» были повреждены: первый в результате столкновения, второй — от попадания снаряда. Миноносец «№ 38» потерял управление и ход от попадания в него торпеды. Японский офицер лейтенант Сакура, участник сражения, впоследствии писал в журнале «Кайгун-Дзасси»: «В этом генеральном бою, если можно так назвать его, наши суда пострадали весьма серьёзно; не было ни одного, которое не имело бы пробоины, а следствием их — и крена». Тем не менее, морское сражение 10 августа 1904 г. стало одним из переломных моментов всей Русско-японской войны, поскольку после него японский флот приобрёл полное господство на море.
Командующий 1-й эскадрой Витгефт по неясным причинам не верил в успех похода, именно в этом духе он настроил и своих офицеров, включая командиров кораблей. Эскадра рассыпалась при первых же сложностях флагмана, хотя все корабли в случае выхода из строя флагмана должны следовать за мателотом, и курс должен был определять, в случае невозможности передачи командования следующему флагману, именно командир следующего в строю за флагманом корабля. Во всяком случае, морской устав не предусматривал разбредания кораблей в произвольном порядке. Сыграли свою роль и цепь случайностей, к коим стоит отнести: два (всего за весь бой было от 6-12) с коротким интервалом времени попадания в район боевой рубки «Цесаревича», выведших из строя почти весь командный состав 1-й тихоокеанской эскадры и броненосца непосредственно(первое случилось, по свидетельствам очевидцев, после приказа Того о выходе из боя, но своим фактом заставило его отменить приказ), причём второе пришлось на момент манёвра (случись это попадание во время прямолинейного движения, возможно, последствия были бы куда слабее), а также сбитые на «Пересвете» стеньги обеих мачт, что не позволило Ухтомскому вовремя взять командование на себя. В то же время на «Микасе» погибло два командира, управление кораблем принял третий, однако командующий адмирал Того остался невредим. Также Витгефт отверг предложение штаба о прорыве эскадры без тихоходных броненосцев «Полтава» и «Севастополь». В этом случае эскадра имела бы как минимум равенство хода с японской. Однако Витгефт не пожелал снижения огневой мощи броненосного отряда, не располагая данными о местонахождении японских броненосных крейсеров. Владивостокский отряд вышел в море по просьбе Витгефта тоже на отвлекающий манёвр. Потеря «Рюрика» в бою 14 (1) августа оказалась бесполезной для эскадры Витгефта. Также в ходе боя командующий отверг предложение флагманского артиллериста К. Ф. Кетлинского развернуть корабли в строй фронта, позволявший, ведя бой на отступление, иметь превосходство по численности орудий ГК над японским броненосным отрядом. Этот манёвр также лишал японцев преимущества в скорости (в противном случае они вынуждены были бы сблизиться на опасное для русских бронебойных снарядов расстояние).
1-я Тихоокеанская эскадра после боя в Жёлтом море практически перестала существовать как организованная боевая сила в первую очередь в моральном смысле; было решено, что прорыв во Владивосток невозможен, после чего началась передача артиллерии, боекомплекта и личного состава эскадры на сухопутный фронт. Надежда на объединение 1ТОЭ и собиравшейся в поход из Балтийского моря 2ТОЭ окончательно растаяла. В материальном смысле повреждения японской эскадры были весьма значительны: «Микаса» нуждалась в ремонте всех башен главного калибра, а также замене треснувших бронеплит, «Асахи» был вынужден доковаться после боя. Однако к подходу эскадры Рожественского все основные корабли японцев были отремонтированы и готовы к бою.
Кроме того, адмирал Х. Того получил возможность отработать основные тактические манёвры, исходя из выявленных в ходе этого сражения сильных и слабых сторон русской тактики. Русские корабли шли кильватерным строем на небольшой скорости, маневрируя лишь при крайней необходимости и вели себя пассивно, предпочитая оборонительный ответный огонь на малых дистанциях.